# Dentobunus
Genre
Dentobunus est un genre d'opilions eupnois de la famille des Sclerosomatidae.

## Distribution
Les espèces de ce genre se rencontrent en Asie du Sud-Est.

## Liste des espèces
Selon World Catalogue of Opiliones (09/05/2021) :
- Dentobunus acuarius (Thorell, 1891)
- Dentobunus albiannulatus Roewer, 1929
- Dentobunus auratus Roewer, 1910
- Dentobunus aurolucens Roewer, 1923
- Dentobunus balicus Roewer, 1931
- Dentobunus basalis Roewer, 1931
- Dentobunus bicorniger (Simon, 1901)
- Dentobunus bicoronatus Roewer, 1931
- Dentobunus bidentatus (Thorell, 1891)
- Dentobunus buruensis Roewer, 1955
- Dentobunus chaetopus (Thorell, 1889)
- Dentobunus cupreus Roewer, 1955
- Dentobunus dentatus (With, 1903)
- Dentobunus distichus Roewer, 1955
- Dentobunus feuerborni Roewer, 1931
- Dentobunus imperator (With, 1903)
- Dentobunus insignitus Roewer, 1910
- Dentobunus kraepelinii Roewer, 1910
- Dentobunus luteus Roewer, 1910
- Dentobunus magnificus Roewer, 1912
- Dentobunus pulcer Suzuki, 1970
- Dentobunus punctipes Roewer, 1931
- Dentobunus quadridentatus Roewer, 1923
- Dentobunus quadrispinosus Suzuki, 1977
- Dentobunus ramicornis (Thorell, 1894)
- Dentobunus renschi Roewer, 1931
- Dentobunus rufus Roewer, 1910
- Dentobunus selangoris Roewer, 1955
- Dentobunus siamensis Roewer, 1955
- Dentobunus tenuis (Loman, 1892)
- Dentobunus unicolor Roewer, 1911
- Dentobunus waigenensis Roewer, 1955

## Publication originale
- Roewer, 1910 : « Revision der Opiliones Plagiostethi (= Opiliones Palpatores). I. Teil: Familie der Phalangiidae. (Subfamilien: Gagrellini, Liobunini, Leptobunini). » Abhandlungen aus dem Gebiete der Naturwissenschaften, herausgegeben vom Naturwissenschaftlichen Verein in Hamburg, vol. 19, p. 1–294.